# جمال قعوار
جمال إسكندر قعوار (19 ديسمبر 1930 - 24 يونيو 2013) شاعر ولغوي وأستاذ جامعي فلسطيني - إسرائيلي. ولد في مدينة الناصرة وأصبح من العرب الداخل بعد النكبة. حصل على الدكتوراه في الأدب العربي. عمل محاضرًا للغة العربيّة وآدابها في كليّة إعداد المعلمين في حيفا، وقسم اللغة العربية في جامعتها. له دواوين شعرية عديدة.

## سيرته
ولد جمال إسكندر قعوار 19 ديسمبر 1930 في الناصرة ونشأ بها في عائلة مسيحية من الروم الأرثوذكس. تلقى دروسه الإبتدائية والثانوية فيها. ثم عمل معلماً للغة العربية في دار المعلمين العرب بحيفا، ثم التحق بجامعة حيفا وحصل على شهادته الجامعية الأولى في اللغة العربية وآدابها والتربية، ثم عمل مدرساً للغة العربية فيها. التحق بالجامعة العبرية في القدس وحصل على شهادة الماجستير في اللغة العربية. ثم جامعة تل أبيب وحصل على شهادة الدكتوراة وكانت رسالته للدكتوراة في موضوع إعراب القرآن وعلاقته بعلمي التفسير والنحو.

واصل مهنته التعليمه في حيفا، وعمل مدرساً للغة العربية وآدابها في كلية إعداد المعلمين العرب بها وفي جامعتها. دخل الصحافة وشغل منصب رئيس تحرير مجلة المواكب الثقافية.

يعد من رعيل الشعراء العرب الأوائل الذين برزوا بعد نكبة 1948 في إسرائيل. في 17 نوفمبر 2006 نظمت رابطة الكتاب الفلسطينيين الداخل، في قاعة بيت الكاتب الجديدة في الناصرة، احتفالا تكريميا له.

توفي جمال قعوار في مسقط رأسه 24 يونيو 2013 عن عمر ناهز الـ82عامًا،  وشيعت جثمانه فيها من كنيسة البشارة للروم الأرثوذكس فيها ودفن في مقبرة الروم.

## مؤلفاته
- سلمى، 1956
- أغنيات من الجليل، 1958
- الريح والشراع،1973
- غبار السفر، 1973
- أقمار في دروب الليل، 1979
- الريح والجدار، 1979
- الجدار، 1981
- ليلى المريضة،1981
- بيروت، 1982
- أيلول، 1985
- زينب، 1989
- الترياق، 1990
- بريق السواد، 1992
- لا تحزني، 1994
- لوحات غنائية، 1995
- مواسم الذكرى، 1996
- شجون الوجيب، 1998
- قصائد من مسيرة العشق، 2000
- عبير الدماء، 2001
- في مواسم الضياع، 2002

من كتبه:
- إعراب القرآن الكريم، 1987
- عبير الياسمين، رواية، 1990
- نحو فهم النحو، 1994

## وصلات خارجية
- جمال قعوار على موقع أرشيف الشارخ.
- في موقع أرشيف المجلات